# Gottfried Hofer

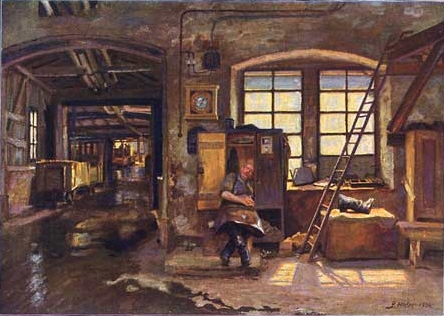
„Mittagsruhe“, Gemälde von Gottfried Hofer, 1926

Gottfried Hofer (* 27. März 1858 in Bozen; † 20. November 1932 in Berlin) war ein österreichischer Maler.

## Leben und Werk

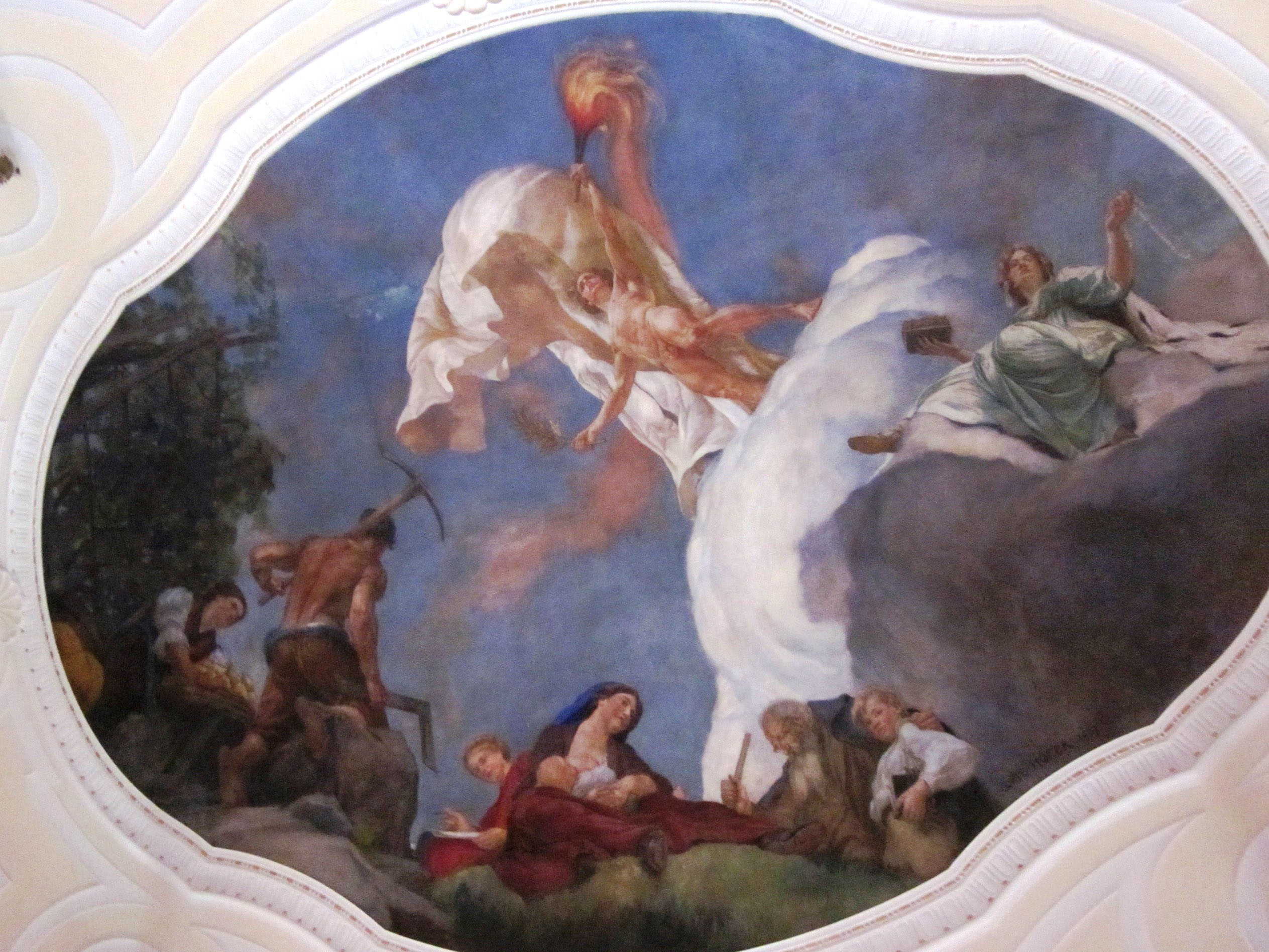
Deckengemälde im Bozner Gemeinderatssaal

Gottfried Hofer wurde 1858 als Sohn des Bozner Konditors Alois Hofer und dessen Ehefrau Therese Hofer geb. Ribeser in Bozen geboren. Ab 1876 studierte Hofer bei Ludwig von Löfftz an der Kunstakademie München Malerei. Später unternahm Hofer Reisen nach Italien und Frankreich, in Rom (1895–1910) schloss sich Hofer den Deutschrömern an und hatte sein Atelier in der Villa Strohl-Fern. Nach 1910 lebte Hofer in Berlin, kehrte aber regelmäßig nach Bozen zurück, wo er unter anderem ein großes Deckenfresko im Stadtratssaal des neuen Rathauses fertigte. Neben Landschaftsbildern malte Hofer auch Porträts von Persönlichkeiten seiner Zeit, die er in Berlin oder seinen Sommerfrisch-Orten Madonna di Campiglio und Sils im Engadin/Segl traf. So malte er 1893 den deutschen Reichskanzler Otto von Bismarck mit anderen Persönlichkeiten.
Hofer wurde in Sils begraben.